# خوان غاروو
خوان غاروو (بالإسبانية: Juan Fernando Garro) (24 نوفمبر 1992 في الأرجنتين - ) هو لاعب كرة قدم أرجنتيني في مركز الهجوم. لعب مع غودوي كروز.

## وصلات خارجية
- خوان غاروو على موقع قاعدة بيانات كرة القدم.إي يو (الإنجليزية)
- خوان غاروو على موقع Soccerway.com (الإنجليزية)